# العلاقات التوفالية الكونغوية
العلاقات التوفالية الكونغولية هي العلاقات الثنائية التي تجمع بين توفالو وجمهورية الكونغو.

## مقارنة بين البلدين
هذه مقارنة عامة ومرجعية للدولتين:
| وجه المقارنة                                              | توفالو                         | [[تصنيف:صفحات تستخدم رمز علم غير موجود\|]] جمهورية الكونغو |
| --------------------------------------------------------- | ------------------------------ | ---------------------------------------------------------- |
| المساحة (كم2)                                             | 26                             | 342.00 ألف                                                 |
| عدد السكان (نسمة)                                         | 11.19 ألف                      | 5.26 مليون                                                 |
| الكثافة السكانية (ن./كم²)                                 | 43.04 ألف                      | 15.38                                                      |
| العاصمة                                                   | فونافوتي                       | برازافيل                                                   |
| اللغة الرسمية                                             | اللغة التوفالوية، لغة إنجليزية | لغة فرنسية                                                 |
| العملة                                                    | دولار توفالو                   | فرنك وسط أفريقي                                            |
| الناتج المحلي الإجمالي (بليون دولار)                      | 39.73 مليون                    | 8.72 مليار                                                 |
| الناتج المحلي الإجمالي (تعادل القوة الشرائية) بليون دولار | 38.93 مليون                    | 29.48 مليار                                                |
| الناتج المحلي الإجمالي الاسمي للفرد دولار أمريكي          | 3.29 ألف                       | 1.85 ألف                                                   |
| الناتج المحلي الإجمالي للفرد دولار أمريكي                 | 3.77 ألف                       |                                                            |
| مؤشر التنمية البشرية                                      |                                | 0.591                                                      |
| رمز المكالمات الدولي                                      | +688                           | +242                                                       |
| رمز الإنترنت                                              | .tv                            | .cg                                                        |
| المنطقة الزمنية                                           | ت ع م+12:00                    | ت ع م+01:00                                                |

## منظمات دولية مشتركة
يشترك البلدان في عضوية مجموعة من المنظمات الدولية، منها:
| علم المنظمة | اسم المنظمة                                 | تاريخ انضمام توفالو | تاريخ انضمام جمهورية الكونغو |
| ----------- | ------------------------------------------- | ------------------- | ---------------------------- |
|             | مؤسسة التنمية الدولية                       | 24 يونيو 2010       | 8 نوفمبر 1963                |
|             | الأمم المتحدة                               | 5 سبتمبر 2000       | 20 سبتمبر 1960               |
|             | مجموعة دول أفريقيا والكاريبي والمحيط الهادئ | ?                   | ?                            |
|             | البنك الدولي للإنشاء والتعمير               | 24 يونيو 2010       | 10 يوليو 1963                |
|             | يونسكو                                      | 21 أكتوبر 1991      | 24 أكتوبر 1960               |
|             | منظمة حظر الأسلحة الكيميائية                | ?                   | ?                            |